# إدموند دادلي
إدموند دادلي (1462 تقريبًا أو 1471/1472 تقريبًا - 17 أغسطس 1510) رجل دولة إنجليزي ومستشار مالي للملك هنري السابع ملك إنجلترا. عمل دادلي كمتحدث باسم مجلس العموم وكرئيس لمجلس الملك. وبعد تنصيب الملك هنري الثامن ملك إنجلترا، سجن في برج لندن وأعدم بعد ذلك بنحو عام بتهمة الخيانة العظمى، من أبنائه جون دادلي، دوق نورثمبرلاند الذي كان رئيس الحكومة في عهد إدوارد السادس، وأيضا أصبح حفيده غيلدفورد دادلي قرين ملكة إنجلترا لفترة وجيزة قبل سقوط زوجته الملكة جين غراي.

## وصلات خارجية
- إدموند دادلي على موقع الموسوعة البريطانية (الإنجليزية)